# Morvi
Pour les articles homonymes, voir Morvi (homonymie).

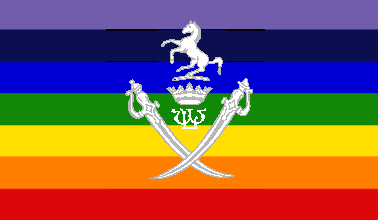
Drapeau

Morvi était un État princier des Indes, dirigé par des souverains qui portèrent le titre de "thakur" puis de "maharadjah" et qui subsista jusqu'en 1948. Il fut ensuite intégré à l'État du Gujarat.

## Liste des thakurs puis maharadjahs de Morvi de 1790 à 1948
- 1790-1828 Jayaji (+1828)
- 1828-1846 Prathirajji (+1846)
- 1846-1870 Rawalji II (+1870)
- 1870-1922 Waghji II (1858-1922)
- 1922-1948 Lakhdhiraji (1876-1957), abdiqua
- 1948 Mahendrasinhji (1918-1957)